# Malfred Hanssen
Malfred Hanssen er en norsk violinist, som arbejder som førsteamanuensis med Universitetet i Tromsø. Han debuterede den 9. september 1969 i Universitetets Aula i Oslo, i duet med pianistinden Eva Knardahl.
Han modtog i 2001 kulturprisen Nordlysprisen under Nordlysfestivalen i Tromsø, og i 2006 modtog han sammen med førstelektor Marianne Aars formidlingsprisen fra deres arbejdsgiver, Høgskolen i Tromsø. Prisen fik han fordi han i løbet af studieåret 2005/2006 havde optrådt som solist på syv offentlige koncerter i hele Nordnorge, med et meget varieret og krævende repertoire. Hanssen arrangerede desuden også kurser og seminarer, da han selv var instruktør, solist og dirigent.